# (31915) 2000 GA66
2000 GA66 (asteroide 31915) é um asteroide da cintura principal. Possui uma excentricidade de 0.32432240 e uma inclinação de 12.12479º.
Este asteroide foi descoberto no dia 5 de abril de 2000 por LINEAR em Socorro.